# Júlia Gibert
Júlia Gibert i Comella (* 1997 in Barcelona, Katalonien) ist eine spanische Schauspielerin.

## Leben
Gibert wurde 1997 in Barcelona geboren und wuchs mit Spanisch und Katalanisch als Muttersprachen bilingual auf. Außerdem hat sie gute Englischkenntnisse. Im Alter von sieben Jahren nahm sie ersten Schauspielunterricht. Sie erhielt ihre Schauspielausbildung unter anderen an der Eòlia und an der Laura Jou. Zu Beginn der 2010er Jahre folgten erste Besetzungen in Serien- und Kurzfilmproduktionen. 2018 wirkte sie im Musikvideo zum Lied Fins que arribi l'alba der katalanischen Band Els Catarres mit. Von 2019 bis 2020 stellte sie mit der Rolle der Raquel eine der Hauptrollen der Fernsehserie The Hockey Girls dar. Die Ausstrahlung erfolgte unter anderen auf TV3 und Netflix. 2022 war sie im Musikvideo der Band Lion Armas zum Lied Date Media Vuelta zu sehen. Seit demselben Jahr stellt sie in der Fernsehserie Ser o no ser die Rolle der Ona.

## Filmografie (Auswahl)
- 2011: Polònia (Fernsehserie, Episode 6x16)
- 2014: Con la boca cerrada (Kurzfilm)
- 2017: Ciencia Forense (Fernsehserie, 3 Episoden)
- 2017: Nit i dia (Fernsehserie, Episode 2x02)
- 2017: La Peluquería (Fernsehserie, Episode 1x04)
- 2019: Leute kommen und gehen (Gente que viene y bah)
- 2019: Perfect Life (Vida perfecta, Fernsehserie, Episode 1x06)
- 2019–2020: The Hockey Girls (Les de l'hoquei, Fernsehserie, 26 Episoden)
- seit 2022: Ser o no ser (Fernsehserie)
- 2023: El Chofer (Kurzfilm)